# Mount Monson
Mount Monson är ett berg i Antarktis. Det ligger i Västantarktis. Inget land gör anspråk på området. Toppen på Mount Monson är 1 155 meter över havet.
Terrängen runt Mount Monson är platt åt sydväst, men åt nordost är den kuperad. Mount Monson är den högsta punkten i trakten. Trakten är obefolkad. Det finns inga samhällen i närheten.